# 山本隆 (地方公務員)
山本 隆（やまもと たかし、1960年3月31日 - ）は、日本の地方公務員。東京都副知事や、東京都人材支援事業団理事長、東京オリンピック・パラリンピック競技大会組織委員会副事務総長を経て、全国信用保証協会連合会会長。

## 人物・経歴
1982年一橋大学法学部卒業、東京都庁入庁。1994年広尾病院事務局医事課長。1998年東京都総務局行政部副参事（都区制度改革担当）。2001年東京都港湾局総務部計理課長。2002年東京都知事本部企画調整部調整担当課長（統括課長）。2004年東京都知事本局参事（企画調整部総務課長事務取扱）。2007年東京都港湾局監理団体改革担当部長。2008年東京都会計管理局管理部長。2010年東京都港湾局総務部長。2011年東京都産業労働局理事（新銀行東京派遣）。2013年東京都産業労働局次長（産業・雇用担当）。2014年東京都知事補佐官兼務。
同年東京都産業労働局長。2016年から東京都副知事及び東京オリンピック・パラリンピック競技大会組織委員会副会長として、2020年東京オリンピック・東京パラリンピック準備を担当し、浅羽義里神奈川県副知事や塩川修埼玉県副知事との間で負担協議にあたるなどした。その後、東京都人材支援事業団理事長を経て、2017年から東京オリンピック・パラリンピック競技大会組織委員会副事務総長として、経費削減策の検討などを行った。2022年東京信用保証協会理事長、全国信用保証協会連合会会長、 東京オリンピック・パラリンピック競技大会組織委員会清算人。